# Cantón de Saint-Julien-du-Sault
El cantón de Saint-Julien-du-Sault era una división administrativa francesa, que estaba situada en el departamento de Yonne y la región de Borgoña.

## Composición
El cantón estaba formado por nueve comunas:
- Cudot
- La Celle-Saint-Cyr
- Précy-sur-Vrin
- Saint-Julien-du-Sault
- Saint-Loup-d'Ordon
- Saint-Martin-d'Ordon
- Saint-Romain-le-Preux
- Sépeaux
- Verlin

## Supresión del cantón de Saint-Julien-du-Sault
En aplicación del Decreto n.º 2014-156 de 13 de febrero de 2014, el cantón de Saint-Julien-du-Sault fue suprimido el 22 de marzo de 2015 y sus 9 comunas pasaron a formar parte; siete del nuevo cantón de Joigny y dos del nuevo cantón de Charny.